# Amaltheia (mytologie)
Amaltheia (řecky Ἀμάλθεια, latinsky Amalthea) je v řecké mytologii božská koza, která svým mlékem odchovala nejvyššího boha Dia.
Jeho matka Rheia ho tajně v ústraní porodila na Krétě v hluboké jeskyni Dikté, aby svého posledního syna zachránila před jeho otcem Kronem, který všechny předchozí děti spolkl. Chtěl tím předejít nebezpečí, že ho jeho potomci zbaví moci nad světem.
Když se Zeus narodil, zůstal na Krétě a Rhea se vrátila a Kronovi podala místo novorozeněte kámen zabalený v plenkách. Spolkl ho a netušil, že jeho syn vyrůstá v ústraní a stane se, co se má stát - po létech osvobodí všechny své sourozence a společně ho připraví o moc.
Na Krétě se o malého Dia staraly nymfy Adrásteia a její sestra nymfa Ídaia. Za to, že mu dávala své mléko, dostala Amaltheia později od Dia zlatého psa, který ji hlídal.
Známým pojmem se stal jeden z jejích rohů, naplněný dary - dodnes je vžitý pojem roh hojnosti. Po smrti Amaltheie ho prý dostala bohyně štěstí a blahobytu Tyché. Amaltheina kůže byla použita na Diově božském štítě - égidě.